# Carmélites missionnaires
Pour les articles homonymes, voir Carmélites missionnaires (homonyme).
Les Carmélites missionnaires (en latin : Congregatio Sororum Carmelitarum Missionariarum) sont une congrégation religieuse féminine enseignante et hospitalière de droit pontifical

## Historique

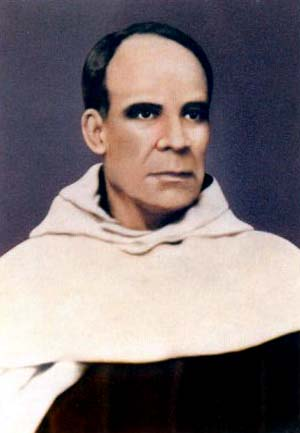
Le bienheureux François Palau y Quer, fondateur de la congrégation.

La congrégation des Carmélites missionnaires thérèsiennes (C.M.T) est fondée en 1861 à Ciutadella de Menorca sur l'île de Minorque par François Palau y Quer (1811-1872), carme déchaux sous le nom de Congrégation des Carmélites Tertiaires de l’Ordre du Carmel. Le but de la congrégation est l'enseignement de la jeunesse et le soins des malades. Après la mort du fondateur, l'institut se divise en deux congrégations distinctes, les Carmélites missionnaires thérèsiennes avec sa maison-mère à Tarragone et les Sœurs tertiaires carmélites déchaussées, guidées par Jeanne Gratias, fille spirituelle du fondateur, qui s'établissent à Barcelone où la congrégation est érigée en droit diocésain le 18 décembre 1878 par Mgr José Maria de Urquinaona y Vidot.
Les Sœurs tertiaires carmélites déchaussées sont agrégées aux Carmes déchaux le 8 décembre 1906. Ce rattachement est approuvé par le pape Pie X le 3 décembre 1907 et il est renouvelé une seconde fois le 28 mars 1911. 
Avec l’approbation définitive du Saint-Siège le 20 mai 1917, les sœurs changent de nom pour celui de Carmélites missionnaires. En 1925, une fusion entre la congrégation de Barcelone (les Carmélites missionnaires) et celle de Tarragone (les Carmélites missionnaires thérèsiennes) est tentée, mais sans succès.
Le 31 juillet 1936, lors de la guerre d'Espagne, 4 religieuses (Espérance de la Croix, Refuge de Saint Ange, Danièle de saint Barnabé, Gabrielle de saint Jean de la Croix) sont assassinées par les républicains espagnols. Elles sont béatifiées le 28 octobre 2006 par le pape Jean-Paul II.

## Activités et diffusion
Les Carmélites missionnaires se consacrent à l'éducation de la jeunesse, aux soins des malades et des personnes âgées et aux retraites spirituelles.
Elles sont présentes dans 39 pays sur les 5 continents en,:
- Europe : Espagne, France, Italie, Pologne, Portugal, Roumanie, Royaume-Uni.
- Amérique : Argentine, Bolivie, Brésil, Canada, Chili, Colombie, Costa Rica, Cuba, Équateur, Mexique, Nicaragua, Pérou, Porto Rico.
- Afrique : Cameroun, République démocratique du Congo, Côte d'Ivoire, Guinée équatoriale, Kenya, Malawi, Nigeria, Tanzanie.
- Asie : Corée du Sud, Inde, Indonésie, Japon, Taïwan, Thaïlande.
- Océanie : Australie

La maison généralice se trouve à Rome.
En 2017, la congrégation comprenait 1541 religieuses dans 229 maisons.